# Giacomo Antonelli (ingegnere)
Giacomo Antonelli (Terzo di Aquileia, 1834 – Terzo di Aquileia, 1927) è stato un ingegnere italiano.

## Biografia
Laureatosi in ingegneria all'Università di Padova, si unì all'ingegner Giulio Dreossi di Cervignano del Friuli fondando uno studio di ingegneria con sede prima a Trieste e poi a Cervignano del Friuli, che inizialmente operò nella progettazione di strutture industriali, in particolare nei cantieri navali di Monfalcone, e di altre opere nell'allora Impero Austroungarico, a Trieste, Spalato e in Bosnia.
Grazie al prestigio raggiunto dallo studio, l'iniziativa di Antonelli e Dreossi di sviluppare una rete ferroviaria nell'area friulana venne raccolta da diversi comuni e da alcuni possidenti privati e, il 27 luglio 1893, questi soci fondarono la Società Ferroviaria Friulana, che si occupò prima della costruzione e poi della gestione delle linee ferroviarie Monfalcone-Cervignano-San Giorgio di Nogaro e Cervignano-Grado.
Eletto deputato al Parlamento austriaco ed in carica dal 1901 al 1906, Giacomo Antonelli portò in quella sede le esigenze della sua terra, facendosi promotore di alcune iniziative per combattere la povertà delle popolazioni meno abbienti e la realizzazione e conservazione di edifici ed infrastrutture, contribuendo tra l'altro alla realizzazione di un ponte in ferro sul fiume Ausa ed alla conservazione e risanamento della Basilica di Aquileia.
Questa attività in favore dell'area friulana gli valse una discreta popolarità tra la popolazione ma anche un sospetto di irredentismo da parte delle autorità imperiali.
Il palazzetto tardo-ottocentesco nel centro di Cervignano che fu di sua proprietà è indicato ancor oggi come Casa Antonelli. Inoltre, il Comune ha intitolato al suo nome una strada del capoluogo.